# Brygada Landsturmu Posen 1
Brygada Landsturmu Posen 1 (niem. Landsturm-Brigade Posen 1) – brygada niemieckiego pospolitego ruszenia Landsturm. Brała udział w działaniach zbrojnych frontu wschodniego I wojny światowej.
Wchodziła w skład 83 Dywizji Piechoty w Korpusie Landsturmu Posen. Przemianowana później na 165 Brygadę Piechoty. 